# Eugène Chaplin
Pour les articles homonymes, voir Chaplin (homonymie) et Famille Chaplin.
Eugène Anthony Chaplin, né le 23 août 1953 à Corsier-sur-Vevey (Suisse), est un ingénieur du son et réalisateur de documentaires suisse. Il a également été régisseur d'un grand cirque suisse durant cinq ans et reste très attaché au monde du cirque en participant en tant que président ou simple membre de jury à de nombreux festivals liés à ce thème.

## Biographie
Eugène est le cinquième enfant d'Oona O'Neill et de Charlie Chaplin, le petit-fils du dramaturge Eugene O'Neill et le père de l'actrice de cinéma Kiera Chaplin.
Il est le frère de Geraldine, de Michael, de Joséphine, de Victoria, de Jane, d'Anette et de Christopher Chaplin. Il est également le demi-frère de Sydney et de Charles. Il est l'oncle de James Thierrée et de Dolorès Chaplin.

## Carrière

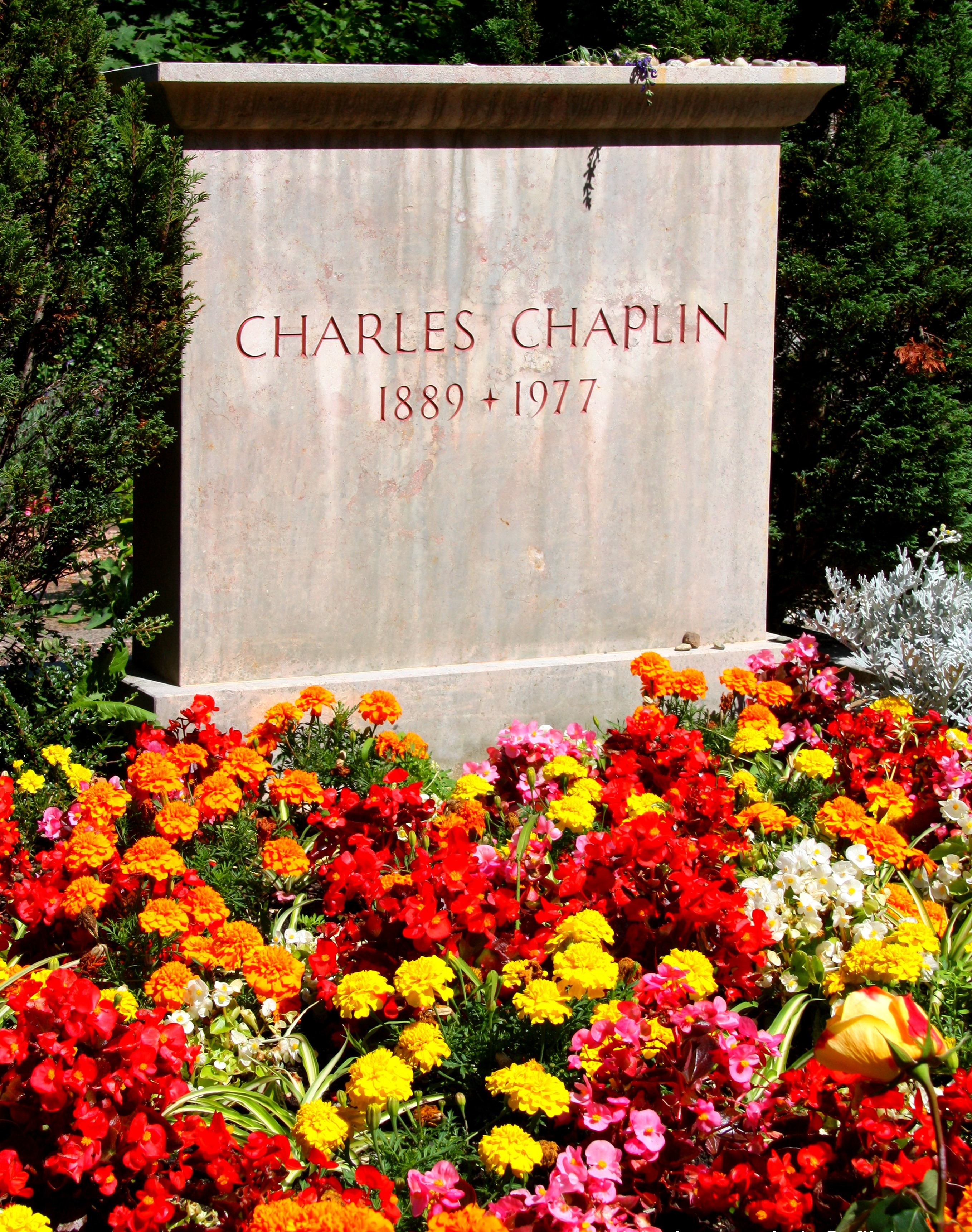
Tombe de Charlie Chaplin (profané par deux escrocs en 1978 et qui fit l'objet d'un film, sorti en 2014. Eugène Chaplin y interprète le rôle du régisseur du cirque Nock, fonction qu'il a réellement exercé,.)

Eugène Chaplin est le président du festival international du film humoristique de Vevey, en Suisse. Durant cinq ans, il est responsable de la direction artistique du deuxième cirque suisse, le cirque Nock. En 2021, il est le parrain de l'exposition « Le cirque fait son cinéma » à l'Espace culturel de Tourrette-Levens, dans le département des Alpes-Maritimes. En raison de ses compétences dans ce domaine, il est le porte-parole du 8e Festival 2012 de cirque Vaudreuil-Dorion, au Canada et revient l'année suivante pour la 9e édition. En 2018, il préside le festival international du cirque aux Mureaux Des Mureaux (Yvelines), puis en 2020, il est le parrain de la 5e édition de « Mondoclowns, à Marmande. Il fait ensuite partie du jury du Festival 2023 des artistes de cirque à Saint-Paul-les-Dax.
Il est également le réalisateur du film documentaire Charlie Chaplin: A Family Tribute et a créé la comédie musicale Smile, qui évoque la vie de Charlie Chaplin à travers sa musique.
En tant qu'ingénieur du son, il a travaillé avec des groupes musicaux tels que les Rolling Stones, David Bowie et Queen.

Alors qu'il n'est pas acteur, il a accepté de jouer le rôle d'un intendant de cirque dans La Rançon de la gloire, un film qui relate le vol et le recel du cadavre de son père, film qui se base sur un fait réel. Interrogé sur cet évènement par un journaliste de l'hebdomadaire français L'Express, Eugène Chaplin a déclaré:
«  Je me souviens de cette époque pas très sympathique. [...] Quand on a retrouvé le cercueil de mon père dans un champ, à la lisière d'une forêt, au bord d'un canal, c'était absolument magnifique. Du coup, on a presque regretté qu'on l'ait retrouvé. »

## Ouvrage
- Le manoir de mon père, édition Ramsay 2007, 70 pages  (ISBN 978-284114906-3)